# アンドレア・カルネヴァーレ
- アンドレア・カルネバーレ

アンドレア・カルネヴァーレ（Andrea Carnevale、1961年1月12日 - ）は、イタリア出身の元同国代表の元サッカー選手。センターフォワードや左ウイングとしてプレーした。

## 経歴
1978年にセリエCのラティーナでキャリアをスタート。1984年にセリエAのウディネーゼに移籍、ここでの活躍により評価を得ると、ユヴェントス、ACミラン、ASローマが獲得に名乗りを上げたが、1986年に強豪のSSCナポリへ移籍した。ディエゴ・マラドーナ、ジョルダーノ、カルネバーレの3人はそれぞれの頭文字から取ってマジカ（Ma・Gi・Ca、魔法）トリオと呼ばれ、1986-87シーズン、左ウイングとして起用されると、公式戦42試合で12ゴールを決め、クラブのセリエA初優勝、コッパ・イタリア優勝に貢献した。1987-88シーズン、ベンチスタートになるなど、出場時間が減少し、監督との間に亀裂が生じることもあった。1988-89シーズン、ジョルダーノがチームを去ると、カレッカとのパートナーとしてレギュラーに返り咲き、このシーズンの公式戦46試合で20得点を決めた。1989-90シーズン、リーグ戦では31試合で8得点と、前年よりゴール数を減らしたが、優勝に重要な役割を果たし、2度目のリーグ制覇。
1988年のソウル五輪では全試合に起用され、2得点をあげた。イタリア代表には、1989年4月22日のウルグアイ戦でデビュー。翌1990年のワールドカップ・イタリア大会ではジャンルカ・ビアリの相方として期待されたが結果を残せず、サルヴァトーレ・スキラッチの台頭により、グループリーグ第3戦以降は出番を失った。大会後、ASローマへ移籍した。加入後順調にゴールを重ねていたが、1990年10月8日のバーリ戦後のドーピング検査で、アンジェロ・ペルッツィと共にドーピング違反となり、1年間の出場停止処分を受けた。複帰後は、以前のようなプレーを見せれれないまま、1992-93シーズン終了後にローマを離れた。
1995-96シーズン、ペスカーラ・カルチョでのプレーを最後に35歳で引退した。

## 所属クラブ
- ラティーナFC 1978-1979
- USアヴェッリーノ 1979-1981
- ACレッジャーナ 1981-1983
- カリアリ・カルチョ 1983-1984
- カルチョ・カターニア 1983-1984
- ウディネーゼ・カルチョ 1984-1986
- SSCナポリ 1986-1990
- ASローマ 1990-1993
- ウディネーゼ・カルチョ 1993-1994
- ペスカーラ・カルチョ 1993-1994
- ウディネーゼ・カルチョ 1994-1995
- ペスカーラ・カルチョ 1995-1996